# Sollevamento pesi ai Giochi della XXXI Olimpiade - 56 kg maschile
Le gare di sollevamento pesi della categoria fino a 56 kg maschile dei Giochi della XXXI Olimpiade si sono svolte il 7 agosto presso il padiglione 2 di Riocentro.

## Programma
L'orario indicato corrisponde a quello brasiliano (UTC-03:00)
| Data          | Orario | Evento   |
| ------------- | ------ | -------- |
| 7 agosto 2016 | 10:00  | Gruppo B |
| 7 agosto 2016 | 19:00  | Gruppo A |

## Record
Prima di questa competizione, i record mondiali ed olimpici esistenti erano i seguenti:
| Record mondiale | Strappo | Wu Jingbiao | 139 kg | Houston, Stati Uniti | 21 novembre 2015  |
| Record mondiale | Slancio | Om Yun-chol | 171 kg | Houston, Stati Uniti | 21 novembre 2015  |
| Record mondiale | Totale  | Halil Mutlu | 305 kg | Sydney, Australia    | 16 settembre 2000 |
| Record olimpico | Strappo | Halil Mutlu | 137 kg | Sydney, Australia    | 16 settembre 2000 |
| Record olimpico | Slancio | Om Yun-chol | 168 kg | Londra, Regno Unito  | 29 luglio 2012    |
| Record olimpico | Totale  | Halil Mutlu | 305 kg | Sydney, Australia    | 16 settembre 2000 |

## Risultati
| Pos. | Atleta                 | Gruppo | Peso  | Strappo (kg) | Strappo (kg) | Strappo (kg) | Strappo (kg) | Slancio (kg) | Slancio (kg) | Slancio (kg) | Slancio (kg) | Totale |
| Pos. | Atleta                 | Gruppo | Peso  | 1            | 2            | 3            | Risultato    | 1            | 2            | 3            | Risultato    | Totale |
| ---- | ---------------------- | ------ | ----- | ------------ | ------------ | ------------ | ------------ | ------------ | ------------ | ------------ | ------------ | ------ |
|      | Long Qingquan          | A      | 55.68 | 132          | 135          | 137          | 137          | 161          | 166          | 170          | 170          | 307    |
|      | Om Yun-chol            | A      | 55.57 | 128          | 132          | 134          | 134          | 165          | 169          | 169          | 169          | 303    |
|      | Sinphet Kruaithong     | A      | 55.43 | 125          | 131          | 132          | 132          | 154          | 157          | 161          | 157          | 289    |
| 4    | Arli Chontey           | A      | 55.64 | 125          | 130          | 132          | 130          | 148          | 153          | 154          | 148          | 278    |
| 5    | Trần Lê Quốc Toàn      | A      | 55.85 | 117          | 121          | 123          | 121          | 148          | 154          | 157          | 154          | 275    |
| 6    | Habib de las Salas     | A      | 55.84 | 113          | 116          | 119          | 119          | 143          | 147          | 150          | 147          | 266    |
| 7    | Mirco Scarantino       | A      | 55.91 | 115          | 115          | 120          | 115          | 143          | 146          | 149          | 149          | 264    |
| 8    | Luis García            | B      | 55.56 | 110          | 115          | 118          | 118          | 140          | 145          | 145          | 145          | 263    |
| 9    | Witoon Mingmoon        | A      | 55.67 | 113          | 113          | 116          | 113          | 148          | 151          | 151          | 148          | 261    |
| 10   | Edgar Pineda           | B      | 56.00 | 103          | 108          | 111          | 108          | 140          | 140          | 143          | 143          | 251    |
| 11   | Hiroaki Takao          | B      | 55.90 | 108          | 111          | 111          | 111          | 134          | 138          | 138          | 138          | 249    |
| 12   | Tan Chi-chung          | B      | 55.89 | 110          | 110          | 110          | 110          | 131          | 135          | 138          | 138          | 248    |
| 13   | Manueli Tulo           | B      | 55.81 | 103          | 106          | 109          | 106          | 130          | 136          | 139          | 136          | 242    |
| 14   | Tom Goegebuer          | B      | 55.74 | 107          | 111          | 113          | 111          | 126          | 130          | 133          | 130          | 241    |
| 15   | Elson Brechtefeld      | B      | 55.62 | 95           | 98           | 101          | 98           | 120          | 125          | 125          | 125          | 223    |
| -    | Thạch Kim Tuấn         | A      | 55.55 | 130          | 130          | 133          | 130          | 157          | 160          | 160          | -            | NF     |
| -    | Nestor Colonia         | A      | 55.11 | 120          | 125          | 125          | 120          | 154          | 154          | 154          | -            | NF     |
| -    | Josué Brachi           | B      | 55.67 | 120          | 120          | 120          | -            | N.D.         | N.D.         | N.D.         | N.D.         | NF     |
| -    | Chagnaadorj Usukhbayar | B      | 55.65 | 103          | 103          | 103          | -            | N.D.         | N.D.         | N.D.         | N.D.         | NF     |

## Nuovi record
| Slancio | 169 kg | Om Yun-chol   | Record olimpico |
| Slancio | 170 kg | Long Qingquan | Record olimpico |
| Totale  | 307 kg | Long Qingquan | ,               |